# Direction Générale de l'Aviation Civile
La Direction Générale de l'Aviation Civile (Direcció General de l'Aviació Civil, o abreviat DGAC) és l'autoritat de l'aviació civil a França creada el 1946, dependent del Ministeri de l'Ecologia, del Desenvolupament Sostenible, dels Transports i de l'Habitatge. Comprèn tots els òrgans estatals responsables de la regulació i supervisar la seguretat de l'aviació, el transport aeri i les activitats de l'aviació civil general. Té la seu en el XV Districte de París.
Les seves diverses tasques relacionades amb l'aviació civil són:
- el control del tràfic aeri
- suport a la investigació i el desenvolupament en el camp de la construcció d'avions
- la certificació d'aeronaus
- actua en la prevenció, la DGAC no només garanteix la seguretat i el benestar dels passatgers, sinó també en la preservació del medi ambient, per una lluita permanent contra la contaminació generada pel transport aeri.

## Història
La Secretaria General d'Aviació Civil i Comercial (SGACC) va ser creada el 12 de setembre de 1946 en el Ministeri d'Obres Públiques i Transports, on Max Hymans va ser nomenat el màxim representant de l'organisme.
Dins de la SGACC, l'Autoritat d'Aviació Esportiva i Lleugera (SALS) va ser la responsable de posar a disposició aeronaus i instructors de vol. En 1955, la SALS es converteix en el servei de la formació de l'aviació i esports a l'aire (SFASA).
En 1976, la Secretaria General d'Aviació Civil (SGAC) es converteix en la Direcció general d'Aviació Civil (DGAC), en la desaparició dels secretaris generals de l'administració. De 1946 a 1993, la seu de la Secretaria General d'Aviació Civil i la DGAC, es va localitzar en Boulevard du Montparnasse.
El 29 de d'agost de 2005 la DGAC publica, per primera vegada en el seu lloc web, una llista de companyies aèries prohibides a França. La llista està subjecta a canvis a qualsevol moment.

## Organització
El 2016 la DGAC s'organitza de la següent forma:
- La Secretaria General (SG) és responsable de la gestió de personal, assumptes financers, legals, metges i els sistemes d'informació de la DGAC.
- La Direcció de Transport Aeri (DTA) és responsable de la supervisió de les companyies aèries, el desenvolupament sostenible, els aeroports, els fabricants d'aeronaus, la navegació aèria, la seguretat, els drets dels passatgers, el dret laboral i les relacions internacionals. DTA és el regulador.
- La Direcció de Serveis de Navegació Aèria (DSNA) és responsable dels serveis de gestió del tràfic aeri. DSNA és el proveïdor de serveis de navegació aèria a França.
- La Direcció de Seguretat de l'Aviació Civil (DSAC) és l'autoritat nacional de supervisió. D'aquesta penja la policia de transport aeri (GTA).
- El cos del control de vol (OCV) té una funció d'assessorament. Es compon de 12 capitans i inspectors adscrits a temps parcial a la seva empresa. La seva funció consisteix a realitzar un vol sense previ avís a les aerolínies, amb la finalitat de transmetre els seus informes a la DSAC.

## Algunes xifres
- 5 centres de navegació aèria en ruta i 11 serveis de navegació aèria.
- Crèdits de pagament: 2 316,90 milions de euros.
- 11.519 agents:
  - 29 administradors civils.
  - 683 estudis d'enginyeria i operació de l'aviació civil.
  - 252 empleats administratius de l'Estat.
  - 429 auxiliars administratius de l'Aviació Civil.
  - 863 diputats en l'Adreça d'Aviació Civil.
  - 460 agents contractuals.
  - 93 enginyers civils de l'Estat.
  - 242 tècnics de desenvolupament sostenible.
  - 19 metges.
  - 4084 enginyers de control de la navegació aèria.
  - 1463 enginyers electrònics dels sistemes de seguretat aèria.
  - 1826 tècnics de funcionament de l'aviació civil.
  - 692 treballadors de l'Estat.
  - altres 379

- L'edat mitjana és de 45,4 anys.
- La taxa masculina de la DGAC es manté en un 69%.

## Secretaris i Directors Generals
| Data de nomenament     | Nom                   | Grau                                      | Nota          |
| ---------------------- | --------------------- | ----------------------------------------- | ------------- |
| Secretaris Generals    |                       |                                           |               |
| 18 de desembre de 1945 | Max Hymans            |                                           | [ 8 ]         |
| 18 d'agost de 1948     | Fernand Hederer       |                                           | [ 9 ]         |
| 20 de febrer de 1951   | René Lemaire          |                                           | [ 10 ]        |
| 18 de juliol de 1956   | Paul Moroni           |                                           | [ 11 ]        |
| 27 de maig de 1966     | Jacques Boitreaud     | maître donis requêtes del Consell d'Estat | [ 12 ] [ 13 ] |
| 7 d'abril de 1971      | Maurice Grimaud       |                                           | [ 14 ] [ 15 ] |
| Directors Generals     |                       |                                           |               |
| 30 de març de 1976     | Claude Abraham        | Enginyer Cap de carreteres i ponts        | [ 16 ]        |
| 27 de maig de 1982     | Daniel Tenenbaum      | Enginyer cap d'armaments                  | [ 17 ]        |
| 25 de juliol de 1990   | Pierre-Henri Gourgeon | Enginyer cap d'armaments                  | [ 18 ]        |
| 12 de juliol de 1993   | Michel Bernard        | Enginyer General d'Aviació Civil          | [ 19 ]        |
| 25 de novembre de 1993 | Michel Scheller       | Enginyer General d'armaments              | [ 20 ]        |
| 20 de gener de 1995    | Pierre Graff          | Enginyer en Cap de carreteres i ponts     | [ 21 ]        |
| 25 de juliol de 2002   | Michel Wachenheim     | Enginyer en Cap de l'Aviació Civil        | [ 22 ]        |
| 8 de febrer de 2007    | Didier Lallement      | Prefecte                                  | [ 23 ]        |
| 5 d'octubre de 2007    | Patrick Gandil        | Enginyer General de carreteres i ponts    | [ 24 ] [ 25 ] |